# 2010年のテレビ特別番組一覧
2010年のテレビ特別番組一覧(2010ねんのテレビとくべつばんぐみいちらん)
本項では、2010年に日本で放送されたテレビの特別番組をまとめる。

## 単発特番
記事が立項されている番組、および、他年度を含めると通算2度以上放送されている番組に限定して記載する。

### 1月放送
- 1月3日 - 捨てる恋あれば拾う恋あり（フジテレビ）※パイロット版
- 1月5日 - その顔が見てみたい（フジテレビ）※パイロット版
  - タイムリミット（フジテレビ）
  - 考える。（フジテレビ）
- 1月7日 - 小悪魔ドクショ（日本テレビ）
- 1月9日 - 芸能人!ヒットソングで爆笑SHOWバトル（読売テレビ）※パイロット版
- 1月10日 - 紳助社長のニッポンプロデュース大作戦!（TBS）[1]※パイロット版
- 1月11日 - みんな、20歳だった。（NHK総合）

### 2月放送
- 2月14日 - 恋するハローキティ（BS-TBS）

### 3月放送
- 3月12日 - NTT docomo Presents 未来からの訪問者（日本テレビ）[2]
- 3月27日 - イメ×ドキ（日テレ）※パイロット版

### 4月放送
- 4月9日 - ニッポン インポッシブル（フジテレビ）[3]※パイロット版
- 4月18日 - 料理の怪人（テレビ東京）[4]※パイロット版

### 5月放送
- 5月23日 - 話題のシーンを再現 ミラクル実験SHOW（テレビ静岡）[5]

### 6月放送
- 6月4日 - ビートたけしと7人の賢者〜未来への選択〜MAKE THE FUTURE（日本テレビ）
- 6月6日 - MAKE THE FUTURE 2010 地球を守る!?とんでもない人グランプリ（日本テレビ）
- 6月12日 - Culture:Japan（TOKYO MX）[6]※パイロット版

### 7月放送
- 7月3日 - (株)世界衝撃映像社（フジテレビ）[7]※パイロット版
- 7月19日 - アジア熱風街道〜横断!東西回廊1500キロの旅（RKB毎日放送）[8]
- 7月20日 - キングオブチェアー（TBS）※パイロット版

### 8月放送
- 8月22日 - 第1回 ジュリアード音楽院声楽オーディション 〜大西宇宙の挑戦〜(BS11)
- 8月29日 - ハピえいご(NHK教育)

### 9月放送
- 9月10日 - ビートたけし特別主催 おバカンヌNo.1映像祭（日本テレビ）[9]
- 9月15日 - ミリオンヒットコンサート（日本テレビ）
- 9月17日 - 今夜初公開!芸能人ウワサの美人妻&イケメン夫 顔が見たいスペシャル（日本テレビ）
- 9月20日 - 旅RUN in HAWAII（RKB毎日放送）[10]
- 9月25日
  - ココロ見（NHK教育）[11]
- 9月29日 - 人間分類バラエティー THE カテゴライザー（日本テレビ）※パイロット版
- 9月30日 - 妻と罰（TBS）※パイロット版

### 10月放送
- 10月1日
  - 幸せの素（フジテレビ）[12]4月
  - 日本史エピソダス（テレビ朝日）
- 10月2日
  - ほこ×たて（フジテレビ）[※パイロット版
  - J-POP 永遠の80's（NHKBS2）4月
- 10月11日 - おじさんスケッチ（フジテレビ）
- 10月12日 - あなたの街にもきっとある 行列のできない激うまラーメン（テレビ東京）[13]
- 10月15日 - 松本人志のコントMHK（NHK総合）

### 12月放送
- 12月3日 - 仰天クイズ!世界の珍ルールSHOW（テレビ東京）※パイロット版
- 12月10日 - たけしとひとし〜日本を面白くプロジェクト〜（日本テレビ）[14][15]
- 12月12日 - たかじんNOマネー〜人生は金時なり〜（テレビ大阪）※パイロット版
- 12月18日 - スター☆ドラフト会議（日本テレビ）4月
- 12月19日 - みんなをハッピーに!Vドリーム（テレビ朝日）※第1回
- 12月27日
  - 中居正広の怪しい本の集まる図書館（テレビ朝日）[16]
  - 東京風〜TOKYO WINDS〜（フジテレビ）[17]
- 12月28日 - 好きになった人（日本テレビ）
- 12月30日 - 私たちの時代（フジテレビ・石川テレビ）[18]
- 12月31日 - 大みそかシネマスペシャル エレキの若大将（テレビ東京）

## 2回以上放送のシリーズ特番
※レギュラー化前の特番、打ち切り後の復活特番も扱っています。

### 1年間で複数回放送された特番
- 2009年12月28日、1月4日、1月11日 - 首藤康之presnents美しくなるバレエ（BS日テレ）
- 2009年12月30日、12月31日、2010年1月1日 - 1月3日、BS5局共同特別番組『2010+ 未来へのエンジン』[20]
- 2009年12月31日 - 2010年1月1日、12月31日 - 2011年1月1日、激論!ベイスターズナイト（テレビ神奈川）
- 1月1日、7月19日 - はじめてのおつかいSP（日本テレビ）
- 1月2日、9月29日 - 一度試してみたかった!前代未聞の大実験TV 殿の決断ショー（TBS）
- 1月2日、12月29日 - ビートたけしのガチバトル!（毎日放送）
- 1月3日、5月21日[21] - みんなの教科SHOW!!（フジテレビ）
  - 11月30日 - イマだ!知りたい最前線!みんなの教科SHOW[19]
- 1月3日、6月21日 - さんタク（フジテレビ）
- 1月3日、6月29日 - 芸能界プライドバトルガチマッチ（関西テレビ）
- 1月3日、9月20日 - TOKYO GAS Presents 地球の目撃者（テレビ朝日）[22]
- 1月4日、4月8日、7月1日 - もしもSP（フジテレビ）
- 1月5日、3月28日、9月24日、12月29日 - 超タイムショック（テレビ朝日）※各回の概要も参照。
- 1月5日、4月5日、9月13日、12月28日 - 今夜決定!そこまでやるかマン〜世界最強の勇者たち〜（日本テレビ）
- 1月6日、10月5日 - 笑う犬2010（フジテレビ）
- 1月8日、12月30日 - 2010カーナビ紅白歌合戦TVで放送しちゃいますスペシャル（北海道放送）
- 1月9日、10月31日 - 胸キュン!ジェネレーション天国（フジテレビ）
- 1月10日、4月25日、10月31日 - 完成!ドリームハウス（テレビ東京「日曜ビッグバラエティ」）
- 1月11日、4月3日 - 大家族・石田さんチの波瀾万丈物語（日本テレビ）
- 1月12日、7月13日 - 草彅剛の女子アナ2010 人気芸人が女子アナを丸ハダカSP（フジテレビ）[19]
- 1月16日、5月22日、9月18日、10月31日、12月11日 - 都のかほりスペシャル（テレビ朝日）
- 1月23日、2月20日、3月13日、5月23日 - 久米宏のTOKYO空の下（BS朝日）[23]
- 1月23日、2月11日、12月11日 - 上方漫才大賞の使者!漫才マン（関西テレビ）[24]
- 1月24日、7月24日 - やれんのか!?東北(秘)食ツアー（青森放送）
- 1月31日、5月16日、8月15日、11月28日 - ザ・スクープSPECIAL（テレビ朝日）
- 2月1日 - 2月5日、8月30日 - 9月3日、前説王（テレビ朝日）[25]
- 2月1日、10月3日 - 世界1のSHOWタイム〜ギャラを決めるのはアナタ〜（日本テレビ）[26][27]
- 2月2日、11月5日[14] - THE 料理王（日本テレビ）[27][28]
- 2月5日、5月14日 - 明治製菓presents 恋する幸せスイーツSpecial（BSフジ）
- 2月6日、6月5日 - おんな2人旅シリーズ（テレビ愛知）[29]
  - 2月6日 - マカオおんな2人旅〜美食!エステ!世界遺産で癒されたい〜
  - 6月5日 - ハワイおんな2人旅〜虹の楽園、オアフの風で癒されたい!〜
- 2月6日、7月11日 - 極笑（テレビ北海道）
- 2月10日、4月14日、9月30日 - アスリート感動劇場〜1億の心に響く物語〜（テレビ東京）
- 2月11日、3月22日 - 徳光和夫の歌謡リクエスト（テレビ東京）
- 2月11日、2月25日、3月11日、3月25日 - 滝川クリステルのDrive Cafe(BS-TBS)[30]
- 2月21日、5月16日、7月11日、10月17日 - 心の都へ 〜スペシャル〜美しき古都…千年の旅人（日本テレビ）
- 2月22日、3月15日 - 木下優樹菜の料理番組 ゆきなんち。（フジテレビ）[31]
- 2月24日、8月29日 - 激録・警察密着24時!!（テレビ東京）
- 2月26日、3月26日、5月28日、7月9日、9月28日、11月16日、12月14日 - 教えてMr.ニュース 池上彰のそうなんだニッポン（フジテレビ）[12][19][21]
- 3月5日、3月12日、3月19日 - OUR FAVORITE PLACE（北海道放送）[32]
- 3月6日、3月20日 - 長渕剛 30th Anniversary DOCUMENTARY（WOWOW）
- 3月9日、10月5日 - 志村けんのぶらり下町探検隊（テレビ東京）[33]
- 3月10日、4月14日 - riceのポップンハート2（テレ玉）[34]
- 3月11日、8月11日 - 洋楽倶楽部80's（NHK総合）※パイロット版
- 3月13日、3月20日、3月27日 - グッチー&ガンちゃんの能動的十分間（と少し）（北海道放送）[35]
- 3月14日、5月30日 - マルミセ!百聞一見録（テレビ朝日）[36]
- 3月15日、9月6日 - フジテレビ人気番組名場面全部見せます!第14・15回がんばった大賞（フジテレビ）
- 3月15日、9月21日 - ものまねグランプリ（日本テレビ）
- 3月15日 - 21日、SAVE★KIDS 食卓シアワセ計画（日本テレビ）[37]
  - 11月1日 - 7日、食卓シアワセ週間[38]
- 3月16日、4月7日、10月4日 - ビューティー・コロシアム（フジテレビ）[12][21]
- 3月18日、6月21日、9月1日 - ふるさと・にっぽんの祭り（BSジャパン）
- 3月19日、8月28日 - クイズでGo! ローカル線の旅（NHK総合）
- 3月21日、9月4日 - グッドティーチャー（フジテレビ）
- 3月21日、9月26日 - 元祖!大食い王決定戦（テレビ東京）
- 3月23日、12月26日 - 大追跡!あのニュースの続き（関西テレビ）
- 3月25日、6月18日、8月28日、9月23日、10月9日 - トリハダ(秘)スクープ映像100科ジテン（テレビ朝日）[39]
- 3月25日、10月5日 - 激闘大家族スペシャル 27歳元ヤンキー美人妻奮闘記!4男3女9人の大家族 天涯孤独な妻が手に入れた家族愛!（TBS）
- 3月25日、12月28日、29日、30日 - 不思議トークバラエティ 四次元クラブ（テレビ大阪）[40]
- 3月28日、12月26日 - 世界で勝負!グレートジャパニーズ（BS日テレ）[41]
- 3月29日、6月28日、9月10日[21] - 爆笑 大日本アカン警察（フジテレビ）※パイロット版
- 3月30日、9月27日 - これが世界のスーパードクター12、13（TBS）
- 3月30日、10月5日 - IPPONグランプリ（フジテレビ）
  - 9月27日、12月28日 - IPPAN グランプリ
- 3月31日、9月28日、12月26日 - ジュニア枠（フジテレビ）
- 3月31日、10月2日 - 中居正広のザ・大年表（日本テレビ）
- 4月1日、10月6日 - あなたが聴きたい歌の4時間スペシャル（TBS）
- 4月2日、7月10日 - 食べたい日本の忘れ味 〜隠れた味覚を旅して〜（BS朝日）[42]
- 4月3日、5月4日 - アナログ奥様大変身（北海道文化放送）
- 4月3日、10月2日
  - オールスター感謝祭'10春・秋（TBS）
  - 報道特捜SP（テレビ朝日）
- 4月3日、12月29日 - 徳光&所の世界記録工場（日本テレビ）
- 4月4日、10月1日 - 世界七大ミステリー正真正銘の衝撃映像!!脅威!人体の奇跡SP（テレビ東京）
- 4月5日、9月27日 - 主治医が見つかる診療所3時間SP（テレビ東京）
- 4月7日、10月10日 - カラオケ★バトル（テレビ東京）
- 4月8日、9月30日 - マンガみたいな本当の話（日本テレビ）
- 4月9日、9月28日 - 芸人記者VS超犯罪現場体当たりスクープSP(TBS)
- 4月17日、4月24日、6月19日、6月26日 - ピクニック（NHK教育）
- 4月18日、12月17日 - 爆問学園 イキすぎ!規則委員会(テレビ朝日)[43]
  - 6月27日 - 爆問企画ファクトリー イキすぎ!学園（テレビ朝日）
- 4月18日、7月18日、11月21日 - BSフジ開局10周年記念番組「日本遺産物語〜世界遺産の伝承を解明〜」[44]
- 4月24日・25日、10月23日・24日 - 生放送 ニッポン全国短歌・俳句日和'10春・秋（NHKBS2）
- 4月25日、7月19日 - アスリート勝負食堂（テレビ東京）[45]
- 4月29日、7月31日、9月23日、11月28日 - プロジェクトWISDOM(NHK BS1)
- 5月5日、11月3日 - 修造学園（テレビ朝日）
- 5月5日、10月8日 - お笑い芸人どっきり王座決定戦スペシャル（フジテレビ）
- 5月7日、8月20日 - 欽ちゃんのワースト脱出大作戦（NHK総合）
- 5月9日、10月17日 - たけしところの二人テレび（日テレ）[46]
- 5月16日、12月5日[47] - おしろツアーズ（東海テレビ）
- 5月30日、10月9日 - なるほど!ハイスクール（日本テレビ）※パイロット版
- 6月4日、10月11日[48] - SAVE THE FUTURE（NHK総合）
  - 6月4日 - いきものピンチ!SOS生物多様性
  - 10月11日 - 生物多様性COP10スペシャル
- 6月11日、9月30日 - 教科書にのせたい!世界のナゾ&神秘現象大解明スペシャル!（TBS）[49]
- 6月20日、9月5日、12月12日 - 住むならここバトル!街メーター（テレビ朝日）
- 6月27日、11月28日 - びっくり!カイシャ見学（テレビ東京）[50]
- 7月4日、9月25日、10月23日、11月20日、12月18日 - 全国一斉地デジ化テスト〜アナタの家は地デジ化済んでますか?〜（日本テレビ / NHK、日本民間放送連盟）
- 7月6日、10月5日 - 超豪華!!スタア同窓会（日本テレビ）
- 7月17日、12月11日 - ゼビオグループ Presents Create New Sports 〜クリスポ（日本テレビ）[51]※サタデーバリューフィーバー枠
- 7月17日、7月24日、7月31日、10月2日、10月9日、10月16日 - ディープピープル（NHK教育）[52]
- 7月20日、9月22日 - ワケあり(秘)お宝映像祭 動画!インパクト王国（日本テレビ）
- 8月2日、12月20日 - テレビ公開捜査 THE指名手配 〜あなたの隣に犯人がいる〜（テレビ東京）
- 8月12日[49]、9月8日 - 世界のコワ〜イ女たち ホントにあった!仰天事件簿SP（TBS）※パイロット版
- 8月14日、12月26日 - 萌える!泣ける!燃える! ゼロ年代 珠玉のアニメソングスペシャル（NHKBS2）[53]
- 8月17日、12月20日 - 地球イチバン（NHK総合）[54]
- 8月23日、12月29日 - おしえて○○選手!（NHK総合）
  1. 8月23日 - 教えて北島康介選手!
  2. 12月29日 - おしえて髙橋大輔選手!
- 9月11日、12月31日 - ぐっさんの感動偉人伝!地球を救うエコヒーロー!（TVQ九州放送）[55]
- 9月20日、11月23日 - 歌いーな!（テレビ東京）
- 9月26日、12月25日 - 痛快!ビッグダディ（テレビ朝日）
- 10月6日、12月12日 - ジュニアラマタの世界ウィット遺産（TBS）
- 11月1日、12月6日 - TVチャンピオンR（テレビ東京）※月曜プレミア!枠
  1. 11月1日 - 和・洋スウィーツ頂上決戦
  2. 12月6日 - 世界包丁細工王決定戦
- 11月6日、13日、12月4日、25日 - マチャミ&なるみの関西メチャうまTV いただきナハーレ!（読売テレビ）[56]※パイロット版
- 12月29日、30日、2011年1月1日、2日、3日 - BS民放10周年5局共同特別番組 ヒューマン・コラボレーション〜挑み続ける人々・テイクオフの瞬間〜（BS日テレ、BS朝日、BS-TBS、BSジャパン、BSフジ）[57]

### 1月放送
- 1月1日
  - 2010年新春生放送! 年の初めはさだまさし @国技館（NHK総合）
  - スタジオパークからおめでとう（NHK総合）
  - ウィーン・フィル ニューイヤー・コンサート2010(NHK教育)
  - 初笑い!オールスター昭和なつかし亭勢揃い!昭和の名人達、至芸の大競演（NHK BS2）[58]
  - 新春TOKIO生放送　ドリームチャレンジ!神ワザ人間大集合SP（日本テレビ）
  - 森田さんの新春お天気 初日の出スペシャル（TBS）
  - 史上初の元日決戦!SASUKE2010（TBS）
  - ごぶごぶ新春スペシャル（毎日放送）
  - 新春鶴瓶大新年会（フジテレビ）
  - 第43回初詣!爆笑ヒットパレード（フジテレビ）
  - 新春かくし芸大会FOREVER（フジテレビ）
  - アクトリーグ日本一決定戦（フジテレビ）
  - おめでとう!2010!元旦・初出し大放送（テレビ朝日）
  - 志村&所の戦うお正月（テレビ朝日）
  - 芸能人格付けチェック!これが真の一流品だ!2010お正月スペシャル（朝日放送）
  - エンカ姫新年会スペシャル すっぴん!!（テレビ東京）
  - たけしの新・七不思議4（テレビ東京）
- 1月1日 - 1月3日
  - イタリアへ…須賀敦子 静かなる魂の旅（BS朝日）
  - インタビュードキュメント 勝負の瞬間(BS朝日)
- 1月2日
  - 新年一般参賀（NHK総合）
  - 雅の世界・百人一首（NHK総合）
  - 上原多香子 トルコ・ベリーダンスの心にふれる(NHK総合)[59]
  - ビートたけしの教科書に載らない日本人の謎（日本テレビ）
  - 史上空前!! 笑いの祭典 ザ・ドリームマッチ2010 （TBS）
  - 今年も出るゾ〜!妖怪!!美川・はるなの食いだおれSP ウラ中華街から房総海鮮市場まで（フジテレビ）
  - 夢対決!とんねるずのスポーツ王は俺だ!スペシャル2010（テレビ朝日）
  - 志村&鶴瓶のアブない交遊録13（テレビ朝日）
  - 関根&優香の笑うお正月（テレビ朝日）
  - 新春よゐこ寄席（朝日放送）
  - 日本ど真ん中!三枝のグルメご当地料理自慢10（メ〜テレ）[60]
  - ガレッジフィッシング故郷に恩返し!地元沖縄で巨大魚を釣る!(テレビ新広島)
  - スポーツ偉人列伝II今語られる伝説の瞬間(BS-TBS)
  - タカトシラベプレミアム（関西テレビ）[61]
- 1月3日
  - 初笑い東西寄席（NHK総合）
  - 爆笑!2010年こうなる宣言（関西テレビ）
  - 平成二十二年初春・お茶の間招待席（NHK BS2）
  - 新春TV放談2010（NHK総合）[62]
  - 号外!1秒の世界（TBS）
  - さんま・玉緒のお年玉あんたの夢をかなえたろかスペシャル（TBS）
  - 平成教育委員会 2010新春ウル寅授業SP（フジテレビ）
  - 新春ニッポン超ワイド 4時間ブチ抜き生放送 激動の芸能界30年総まくり（テレビ朝日、朝日放送）
  - 激録!交通警察24時（テレビ朝日）
  - 遙かなる時空の中で3 終わりなき運命（AT-X）
- 1月4日
  - 超能力スペシャル2010 今夜奇跡が? 世界最強超能力者×最新脳科学 ナゾ解明プロジェクト（TBS）[63]
  - イルカデルカ（日本テレビ）
  - 徳光&所の世界記録工場6（日本テレビ）
  - 新春プロレススペシャル（テレビ朝日）
  - フットボール刑事の芸人家宅捜査（朝日放送）
  - 春一番!笑売繁盛（毎日放送）
- 1月5日
  - 超肥満・激ヤセSP 100キロ超級ダイエット あの日に帰りたい3（TBS）
  - 爆笑そっくりものまね紅白歌合戦スペシャル（フジテレビ）
- 1月6日
  - KAT-TUN＆くりぃむの先輩教えてください! 大人のオキテ（日本テレビ）
  - 仲間由紀恵の蒼い地球4（テレビ東京）
- 1月7日
  - 最強の男は誰だ!壮絶筋肉バトル!!スポーツマンNo.1決定戦スペシャル・跳び箱史上最大の祭典（TBS）
- 1月8日
  - 第9回 冬・北国からのコンサート(NHK仙台放送局)
  - 寿命をのばすワザ百科・新年SP（日本テレビ）
  - GOD HANDS マジシャンNo.1決定戦 マジック・ワールドグランプリ（朝日放送）
- 1月9日
  - 女子プロゴルフVSプロ野球名球会SP（TBS）
  - 森のラブレター 感動!倉本聡が贈る…地球と命の輝きSPII（TBS）[64]
  - たまッチ!新春特番 中居正広&アンタッチャブル 究極のアメリカぶら〜り旅 伝説の衝撃映像も一挙大放出SP（フジテレビ）
  - ボク達同級生!プロ野球昭和40年会VS48年会〜清水寺で大パニック&伝統の一戦SP!〜（関西テレビ）
  - 旅のココロ（九州朝日放送）
- 1月10日
  - みのもんたVS国会議員ずばッとコロシアムVI（TBS）
  - SMAPがんばりますっ!!2010CHAN TO SHI NAI TO NE!スペシャル（テレビ朝日）
  - ダイワハウススペシャルプロ野球オールスタースポーツフェスティバル（読売テレビ）
- 1月16日
  - 人気芸人と豪華女優がショート再現コント連発!キレてもいいですか?（日本テレビ）後日期間限定レギュラー化
  - クイズ関西の社っ長さん大集合スペシャル!（関西テレビ）
- 1月17日
  - 地上最大のTV動物園（フジテレビ）[65]
  - よゐこ&スザンヌの旭山動物園日記2010（北海道テレビ）[66]
- 1月21日 - 櫻井翔×池上彰のそうか!思わずうなる特上ニュース(TBS)
- 1月24日 - ホンモノの伊東一家は海外嫌い!?第9弾・魅惑の楽園バリ島（テレビ朝日）
- 1月30日
  - ダスキンスペシャル「〜MOTTAINAIは京に学べ〜京都びっくり幕末ツアー」（読売テレビ）[67]
  - 赤道大紀行最終章（CBC）
- 1月31日 - だからゴルフは面白い2010（テレビ東京）[68]

### 2月放送
- 2月7日 - 美しくやせたい女たちの90日間の記録（テレビ東京）[69]
- 2月11日
  - 第20回JNN共同制作番組「ふぞろいの魚たち」（長崎放送）[70]
  - 第24回民教協スペシャル「少年たちは戦場へ送られた」（信越放送）[71]
  - 追跡!ヒットの法則5 期末SP（TBS）
- 2月12日 - 金曜特別ロードショー「ルパン三世 the Last Job」
- 2月13日 - NLA STYLE もう自分をごまかさない!(テレ玉、チバテレ、群馬テレビ)[72]
- 2月14日 - LIFE IS BEAUTIFUL 3〜小さないのちの詩〜(東海テレビ)
- 2月20日〜 - 特写!（エンタ!371）
- 2月21日
  - 東洋水産Presents R-1ぐらんぷり2010 サバイバルステージ（関西テレビ）
  - 健康に生きる2〜南米樹木からヨガまで“がん”への新たな試み〜（テレビ北海道）
- 2月23日 - 東洋水産Presents R-1ぐらんぷり2010 決勝戦（関西テレビ）[19]
- 2月25日 - タビうた（NHK総合）
- 2月27日
  - トリビアの泉 へぇへぇの種で大満開 久しぶりにやったらギネスまでとっちゃったよSP（フジテレビ）[7]
  - 2010よしもとモノマネグランプリ（毎日放送）[73]
  - 持続可能な滋賀社会2009（びわ湖放送）
- 2月28日 - お墨付き!!にっぽん遺産2（テレビ西日本）[74]
- 2月28日、3月7日 - 新TV見仏記（関西テレビ）[75]

### 3月放送
- 3月1日 - 3月4日、TOKYO REAL GIRL & FASHION（NHKBS2）
- 3月5日
  - 第33回日本アカデミー賞授賞式（日本テレビ）
  - 第40回NHK上方漫才コンテスト（NHK大阪）[76]
- 3月5日、3月12日、3月19日 - OUR FAVORITE PLACE（北海道放送）[32]
- 3月6日、3月20日 - 長渕剛 30th Anniversary DOCUMENTARY（仮題、WOWOW）
- 3月7日
  - 感動地球スペシャル 江口洋介 劇的キューバ旅!〜革命と情熱の国の素顔〜（テレビ静岡）
  - 風になるまで走れ!2〜爽快!おしゃれサイクリング〜（テレビ東京）[77]
- 3月10日
  - ブラボー!ファイターズ 開幕直前スペシャル（北海道放送）
  - ベガルタ仙台・梁勇基の挑戦〜いざJ1の舞台へ!そしてワールドカップへと続く夢〜（東北放送）
  - 完全デジタル化まであと500日!『生放送!NBCとたかた社長の家電指南』
- 3月10日、4月14日 - riceのポップンハート2（テレ玉）[34]
- 3月12日
  - 熱血教師SP居場所をください4〜2010巣立ち〜（フジテレビ）[21]
  - NAGANO MEMORIAL ON ICE 2010（信越放送）[78]
- 3月13日
  - S-1バトル#グランドチャンピオン大会2010始まるまで待てないSP（日テレ）[79]
  - 陣スポ!2 関西が誇る!日本一○○なアスリートSP!（関西テレビ）[80]
- 3月13日、3月20日、3月27日 - グッチー＆ガンちゃんの能動的十分間（と少し）（北海道放送）[35]
- 3月14日
  - 行列のできる芸能人通販王決定戦4（日本テレビ）
  - 雨上がりのモテカツ〜お笑い芸人×グラドル合コンSP（読売テレビ）
- 3月17日 - 旭山動物園の挑戦'10 新園長が描く未来（北海道放送）
- 3月18日
  - 衝撃スクープ裏のウラ 全部ホンモノ最強版!!X（日本テレビ）
  - 懐かしのいかりや長介大爆笑スペシャル!（フジテレビ）
  - スポーツ偉人列伝Ⅲ〜今語られる伝説の瞬間〜第三伝（BS-TBS）
- 3月19日 - S-1バトルグランドチャンピオン大会2010（日本テレビ）
- 3月20日
  - 放送記念日テレソン 体感!デジタルパワーがやって来る（NHK総合、NHK BS1、NHK-BS2、NHK-BShi）
  - 旅の香り（テレビ朝日）
- 3月21日
  - 第13回熱血!オヤジバトル（NHK総合）
  - BS放送記念日特集 メディアの地殻変動が始まった〜アメリカ・マスコミ最前線からの報告〜（NHK BS1）
  - S-コンセプト「健康ボディで脱メタボ!レッツトレーニング」（関西テレビ）
- 3月22日
  - 第16回家族で選ぶにっぽんの歌（NHK総合）
  - 第39回広告大賞（フジテレビ）
- 3月24日
  - 2男12女ワケアリ大家族奮闘記4（テレビ東京）
- 3月24日 - フジテレビ スーパーGTコンプリート
- 3月25日 - よせがき☆テレビ かいてみんけ↑（NHK金沢放送局 / NHK総合・石川県）[81]
- 3月26日
  - 緊急!世界サミット“たけしJAPAN2”2010日本を考えるTV（朝日放送）[82]
  - つながるわ〜るど最終章 高島彩inデンマーク〜世界に届いた!ぼくらのミライデアート〜（フジテレビ）
- 3月27日
  - 春うた2010（NHK総合）
  - さまぁソン!お選び♪ランキング（テレビ朝日）[83]
  - ユメミル女子アナ。番組対抗!春のミニ運動会 （北海道テレビ）
  - モテ芸人No.1決定戦!in春コレ2010（東海テレビ）
  - 世界水紀行スペシャル シドニー・メルボルンの旅（BS日テレ）
  - マンナビ・エコ〜中澤裕子のマンションナビゲーション（北海道放送）[84]
    - マンナビ〜安めぐみのマンションナビゲーション （北海道放送）

  - 五木寛之の新金沢百景〜旅の途中〜（テレビ金沢）[85]
- 3月28日 - 史上初の全国大会開催!47都道府県対抗戦・世界各大陸代表対抗戦!SASUKE2010春（TBS）
- 3月29日
  - 寿命をのばすワザ百科2010春SP（仮、日本テレビ）
  - 交通警察 夜の大捜査線 緊急出動!逃走車を追え（日本テレビ）
- 3月29日 - 30日、実践!エコファイル〜親子で毎日エコ曜日〜（BS日テレ）
- 3月30日 - さんま&所の大河バラエティ 超超近現代史!人間は相変わらずアホか!?（日本テレビ）
- 3月31日
  - ドリフ伝説最終章8時だヨ!全員集合大笑いの4時間SP（TBS）
  - 名曲ベストヒット歌謡〜1970年代スペシャル〜（テレビ東京）
  - ザ・ハウスルール3（日本テレビ）
  - 復活!電波少年モィ 雷波もねん（日本テレビ）[86]

### 4月放送
- 4月1日 - ぐるりーん山陽・山陰古代ロマンと極上の温泉・島根編（中国放送）
- 4月1日、8日 - 有田哲平&山崎のおしゃべり太郎（テレビ東京）[87]
- 4月2日
  - クイズ☆タレント名鑑芸能ゴシップ通決定戦（TBS）
  - ロンブーの怪傑!トリックスターSeason5（テレビ東京）[88]
- 4月3日
  - 第45回上方漫才大賞（関西テレビ）
  - 農LIKE 農LIFE（フジテレビ）[89]
  - もう一度会いたい!素顔の夏目雅子（BS朝日）
- 4月4日
  - 爆笑問題のドッキリ パニックフェイス王5(TBS)
  - ナイナイのスポーツ絶対に負けられないガチバトル（テレビ朝日）
  - 姫島は宝箱（BS朝日）
  - 結婚までの1週間 名古屋菓子まきの花嫁（BS朝日）
  - 世界豪華客船の旅（BS朝日）
- 4月5日 - アンラッキー研究所（日テレ）
- 4月6日 - 徳光和夫の感動再会"逢いたい"!波乱万丈!奇跡の感涙スペシャル（TBS）
- 4月8日
  - 心に響く4コマ劇場SP（日本テレビ）
  - アナタの名字SHOW（読売テレビ）
  - 爆笑問題×さまぁ〜ず ザ・クレイジートークあぶない夜会SP(TBS)
- 4月9日
  - うたゲーTOWN（日テレ）
  - 激撮!全国警察24時!犯罪捜査最前線SP!（TBS）
  - さんま&EXILEの世界に1つだけの歌4 有名人が選んだ!わたしの『グッとソング』100曲（朝日放送）[90]
- 4月11日
  - 世界の子供がSOS!THE★仕事人バンク マチャアキJAPAN（朝日放送）
  - STARS on ICE JAPAN TOUR 2010（テレビ東京）
  - ビートたけしの今まで見たことないテレビ（日本テレビ）[91]
- 4月14日 - 世界衝撃映像100連発奇跡の瞬間!それでも彼らは生き残ったSP(TBS)
- 4月15日 - TVチャンピオン特別版・レゴブロック王選手権（テレビ東京）[88]
- 4月17日 - 土曜の嵐第1夜怪物くんスタートSP そうだったのか!嵐伝（日テレ）
- 4月24日 - BSフジ開局10周年記念番組 ダイワハウスPresents『okaeri〜山口智子・美の巡礼』[92]
- 4月25日 - TVシンポジウム「坂の上の雲と日露戦争」（NHK教育）
- 4月29日 - 瀬戸内釣り物語6（中国放送）

### 5月放送
- 5月3日 - 5月7日、上海スピード（NHKBS1）[93]
- 5月3日
  - グッときた名場面ベスト77（日本テレビ）
  - 横浜開港記念みなと祭 ザよこはまパレード（tvk）5月30日夜に再放送
- 5月4日 - 歌謡名曲ツアー（テレビ東京）[94]
- 5月5日
  - 天才じゃなくても夢をつかめる10の法則2（日本テレビ）
  - 未来の主役〜地球の子どもたち〜夢をあきらめない（TVQ九州放送）[95]
- 5月9日
  - Watch!岡田オリックス2010（サンテレビ）
  - スペース2010 家族の軌跡〜JR福知山線脱線事故から5年〜（サンテレビ）
- 5月14日 - わかるテレビ（フジテレビ）[21]
- 5月15日 - サマソニ音楽放送局（テレビ朝日）
- 5月16日
  - 第40回神戸まつり・おまつりパレード生中継（サンテレビ）
  - 3D挑戦!三社祭生TV（BS11）[96]
- 5月17日 - 晴れときどき山のぼり〜宮島・弥山編（中国放送）
- 5月22日 - カーナビTVプラス Are You Happy?スペシャル 奇跡の逆転満塁ホームラン（北海道放送）
- 5月26日 - 5月28日、音楽のチカラ[97]
  1. 26日 - 青春の言葉 風街の歌 〜No.1ヒットメーカー 作詞家松本隆の40年〜（NHK総合）
  2. 27日 - スーザン・ボイル〜21世紀のシンデレラ・ストーリー〜（NHK総合）
  3. 28日 - ピアニスト辻井伸行〜心の目で描く“展覧会の絵（NHK総合）
- 5月29日 - ザ・買い物バラエティ!噂の通販刑事リターンズ（BS日テレ）
- 5月30日 - アニソンのど自慢（NHK-BS2）

### 6月放送
- 6月1日 - クイズ・ドレミファドン!2010[19]（フジテレビ）
- 6月5日、6月9日、6月10日 - 〜開運!パワースポット〜日本聖地浪漫（BS日テレ）[98]
- 6月6日、6月13日 - 美空ひばり旅立ちから20年蘇る!幻のスーパーライブ（BS朝日）[99]
- 6月6日 - 脳テレ〜あたまの取扱説明書（トリセツ）〜（仙台放送）
- 6月13日 - ベストオブごはんの友 〜むちゃぶり料理で道場やぶり〜（山陽放送）[100]
- 6月17日 - OSAKA漫才ヴィンテージ（毎日放送）
- 6月19日
  - 第1回 あなたが選ぶ!お笑いハーベスト大賞（BS日テレ）[101]
  - 2010 FIFAワールドカップ運命の決戦直前5時間SP（テレビ朝日）
- 6月20日 - 北から拓け元気企業（テレビ北海道）[102]
- 6月25日 - 独占!仰天スクープマイケル・ジャクソン最後の真実（日本テレビ）
- 6月26日
  - 元祖!大食い王決定戦〜全国縦断新女王発掘戦（テレビ東京）
  - 宮崎哲弥のトークセッション9〜日本の未来を話そう（BSフジ）[103]
- 6月27日
  - 号外!池上タイムズ（TBS）[104]
  - ニッポンを釣りたい!（テレビ新広島）
  - 第10回HOKKAIDOママチャリ耐久リレー大会（テレビ北海道）
- 6月30日 - 地デジが来た!3どんなギモンもズバッと解決!地デジGメン（フジテレビ）[105]

### 7月放送
- 7月1日 - マイケル・ジャクソン 死の謎を追え!〜父ジョセフ1年目の告発〜（フジテレビ）
- 7月2日
  - 第41回夏祭り!にっぽんの歌（テレビ東京）
  - うわっ!ダマされた大賞2010(日テレ)[106]
- 7月3日、7月10日 - ホンイキ!（日本テレビ）
- 7月4日 - こじゃんと土佐流〜高知の岬をめぐる旅～（BS日テレ）[107]
- 7月10日
  - いいものリサーチ!特命調査隊2010（テレビ朝日）
  - やっぱり野球はおもしろい名勝負再び!一夜限りの夢の対決サントリー ザ・プレミアム・モルツ ドリームマッチ2010（BS日テレ）[108]

- 7月16日 - キンダーフェスティバル（関西テレビ）
- 7月17日、7月24日 - 読モ!（日本テレビ）※パイロット版[109]
- 7月17日
  - 2010完全生中継 祇園祭山鉾巡行（KBS京都・BSフジ）[110]
  - 十勝の価値を探せ!原千晶ドライブ体験旅（北海道テレビ）
- 7月18日 - 怪談グランプリ2010（関西テレビ）
- 7月19日 - 開店!ドリームショップ（テレビ東京）
- 7月24日 - 道内民放5局共同制作番組 地デジ完全移行まで、あと1年スペシャル その日、あなたのテレビが映らなくなる!（北海道放送、札幌テレビ、北海道テレビ、テレビ北海道、北海道文化放送）
- 7月24日 - 7月25日、FNSの日26時間テレビ2010超笑顔パレード絆〜爆笑!お台場合宿!!〜（フジテレビ）[111]
- 7月25日 - 必見!就活リサーチスペシャル（BS-TBS）
- 7月25日、12月26日 - マジで!世界(秘)オモシロCM全部見せます!! (テレビ朝日)[112]
- 7月29日 - 7月31日、本当はちゃんとすべきTV（テレビ東京 バラエティ7）[113]
- 7月30日 - 大阪ゲームショウ2010夏（毎日放送） [114]
- 7月31日
  - ものまねグランプリ特別編 日本全国そっくりさん探しの旅（日本テレビ）
  - 夜遊び三姉妹2（日本テレビ）
  - 独占生中継 第33回隅田川花火大会（テレビ東京）

### 8月放送
- 8月1日 - 8月31日 - スーパーヒーローMAX2010（東映チャンネル、テレ朝チャンネル、ファミリー劇場）
- 8月1日 - まかないメシ食べまくり!!第8弾〜避暑地&リゾート(秘)グルメ大捜査!〜(福島中央テレビ)
- 8月2日
  - ふたり「食の王道、しのぎあうふたり〜日本料理人・奥田透×山本征治」（NHK総合）
  - テレビ公開捜査 THE指名手配!〜あなたの隣に犯人がいる〜（テレビ東京）
- 8月6日 - 広島平和記念式典（NHK総合・BS2、在広各局）

- 8月7日、8月14日、8月21日 - ちょこっとハナミズキ（TBS）[115]
- 8月9日 - 長崎平和祈念式典（NHK総合・BS2、在長崎各局）
- 8月9日、8月16日、8月23日 - TVチャンピオン夏休み特別編（テレビ東京）
- 8月9日 - 8月12日 - 笑いの黄金世代VIII 4夜限定コラボ（朝日放送）[116]
- 8月11日 - きよしとこの夜夏の音楽祭り(NHK総合)
- 8月12日、8月19日、8月26日、9月2日 - 萌ゆるッ 山ガール!!（関西テレビ）
- 8月13日 - 懐かしの昭和メロディ（テレビ東京）
- 8月15日 - 全国戦没者追悼式（NHK総合・BS2）
- 8月16日 - 8月19日 - 4夜連続!真夏のお笑いよしもと祭!!（朝日放送）[117]
- 8月17日 - 世界びっくり旅行社2010夏の特別営業スペシャル（NHK総合）
- 8月18日 - ちょっと変だぞ日本の自然「大ピンチ!ふるさと激変スペシャル」(NHK総合)
- 8月21日 - 第42回思い出のメロディー（NHK総合）
- 8月21日、8月25日 - 青春不敗 in JAPAN(スカチャンHD190、スカチャン180、スカチャンHD800)[118]
- 8月23日 - 8月26日 - ファミリーヒストリー（NHK総合）
- 8月24日
  - ミリオン家族SP（テレビ東京）
  - カード学園全国制覇編（TBS）

- 8月26日 - 小林賢太郎テレビ2〜ボツネン旅に出る〜（NHK-BShi）[119]
- 8月28日 - 8月29日、24時間テレビ 「愛は地球を救う」33（日本テレビ）
- 8月28日
  - 高校野球スペシャル「熱闘の果てに…」（朝日放送）
  - やすしきよしの夏休み'10〜わがまま爆笑珍道中〜 （関西テレビ）
- 8月29日 - 平成教育委員会2010!!たけし先生がお手伝い!!夏休み自由研究SP!!（フジテレビ）

### 9月放送
- 9月2日 - 宝くじの日特番・ふれあい夢列島☆宝くじ☆シアワセ発見ジャーニー（日本テレビ）[120]
- 9月3日 - ライオンスペシャル 第30回全国高等学校クイズ選手権（日本テレビ）
- 9月4日、9月5日 - BSデジタル号が行く!〜ブルートレイン九州一周の旅〜（NHK-BShi）[121]
- 9月5日 - ABCこども未来プロジェクト踊らないかんちや!〜小児がんとの闘い2500日〜（朝日放送）[122]
- 9月11日 - 宿で逢いましょう。2（毎日放送）
- 9月13日 - 貧乏に負けるな!2男12女ワケアリ大家族・奮闘記5（テレビ東京）[123]
- 9月14日
  - 凶悪逃走車を追え!交通警察 真夏の大捜査線（日本テレビ）
  - オールスター最強料理王頂上バトル（フジテレビ）[19][124]
- 9月21日 - 味覚の秋だよ!すし!丼!ラーメン!思い立ったらすぐ行ける絶品グルメの旅（TBS）[125]
- 9月23日
  - オロナミンC〜キングオブコント2010（TBS）
  - 経済ドキュメンタリー カイロスの微笑（テレビ大阪）
- 9月24日 - iwataniスペシャル 第33回鳥人間コンテスト選手権大会（読売テレビ）
- 9月25日 - 五木寛之の新金沢百景〜まっすぐな道〜（テレビ金沢）[126]
- 9月29日 - ビートたけしのあと1回だけ見ちゃいけないTV（TBS）
- 9月30日 - 激撮!密着警察24時!犯罪捜査最前線SP（TBS）

### 10月放送
- 10月1日 - 徳光和夫の感動再会 逢いたい!涙・涙・涙スペシャル（TBS）
- 10月3日 - 田舎に泊まろう!3時間スペシャル（テレビ東京）※レギュラー終了後初
- 10月4日 - 愛の貧乏脱出大作戦（テレビ東京）
- 10月6日 - どうしても入りたい!日本の名湯&秘湯BEST20（テレビ東京）
- 10月7日
  - 秋の皇室SP2010 愛子さま悠仁さまへ…美智子さまの愛と真実 心に響く軽井沢夏物語（TBS）[49]
  - 名曲ベストヒット歌謡（テレビ東京）
- 10月8日 - さまぁソン!（テレビ朝日）
- 10月9日、10日、11日 - 第77回NHK全国学校音楽コンクール全国コンクール（NHK教育）生放送
- 10月9日、16日 - 有田&山崎のひきだし太郎（テレビ東京）[127]
- 10月10日 - ハイスクールマンザイ2010（テレビ朝日）
- 10月11日、12日、13日 - 平城遷都1300年特集番組 シリーズ 正倉院・宝物が語る平城京（NHKBS2）
- 10月15日
  - ネーチャリング・アドベンチャー 今夜解明!ミイラが暴く世界三大ミステリーツアー2（テレビ東京）[128]
  - 第22回世界文化賞授賞式（フジテレビ）
- 10月16日
  - 東京JAZZ2010（NHKBS2）
  - サバンナのみんなアップUP（読売テレビ）
- 10月17日 - 第3回貝印スイーツ甲子園(BSフジ)[129]
- 10月21日、23日、24日、26日、28日、31日 - NHKオンライン15周年SP（NHK総合）
- 10月24日 - 美川&はるな愛の明日行ける秋の修善寺・沼津グルメ旅（フジテレビ）
- 10月29日 - オールスター芸能人歌がうまい王座決定戦スペシャル（フジテレビ）[21]
- 10月30日 - 叙情歌大全集2010（NHKBS2）

### 11月放送
- 11月2日 - わが心の大阪メロディー（NHK大阪放送局 / NHK総合）
- 11月3日 - 光明皇后1250年御遠忌記念 東大寺音舞台（毎日放送）[130]
- 11月6日 - 平成22年度NHK新人演芸大賞（NHK総合）
- 11月11日 - 吉本陸上競技会ザ・ゴールデン（毎日放送）[49]
- 11月14日 - 久米宏経済スペシャル〜新ニッポン人の食卓（テレビ東京）[131]
- 11月18日 - 第43回日本有線大賞（TBS）[49]
- 11月20日 - たけしの新・教育白書〜「学び」って楽しいぞSP（フジテレビ）[7][132]
- 11月21日 - 大正製薬Human Scienceスペシャル（テレビ朝日）
- 11月23日
  - 歌謡チャリティーコンサート（NHK総合）
  - よゐこの無人島0円生活（テレビ朝日）[133]
  - インターナショナルジュニアオリジナルコンサート（テレビ東京）[134]
  - 究極のわがままおせち大作戦（読売テレビ）
- 11月25日
  - ベストヒット歌謡祭2010（読売テレビ）
  - クイズ大阪No.1決定戦（毎日放送）[49]
- 11月28日
  - 第43回日本作詩大賞（テレビ東京）
  - パクリマガジンDX（東海テレビ）

### 12月放送
- 12月3日 - 太田光のもう一度総理になりたい…秘書田中。（日本テレビ）※レギュラー終了後初[14]
- 12月4日 - 31日、BSベスト・オブ・ベスト（NHK-BShi）[135]
- 12月4日 - 2010 FNS歌謡祭（フジテレビ）
- 12月5日 - 検証!サムライストライカー 〜2010年 新たなるスタート〜（テレビ静岡）[136]
- 12月7日 - クイズ$ミリオネア（フジテレビ）[19]
- 12月15日 - 日テレ系音楽の祭典 ベストアーティスト2010（日本テレビ）
- 12月18日
  - ウンナン極限ネタバトル! ザ・イロモネア 笑わせたら100万円スペシャル（TBS）※レギュラー終了後初
- 12月19日
  - 特命報道記者X2010 〜ニュースが伝えきれなかった真相〜 （フジテレビ）
  - 世界の村で発見!こんなところに日本人3（朝日放送）
  - さんま&SMAP!美女と野獣のクリスマススペシャル2010・禁断の質問スペシャル（日本テレビ）
- 12月21日
  - 総合診療医ドクターGスペシャル（NHK総合）[137]※BS2・BShiでのレギュラー終了後初（総合テレビ初放送）
  - ものまねグランプリ ザ・トーナメント（日本テレビ）
  - あの伝説の番組が復活 ウンナンの気分は上々。10万円の旅スペシャル（TBS）[138]
- 12月22日
  - 激撮!密着警察24時 犯罪捜査最前線SP!（TBS）
  - ビートたけしの超常現象(秘)Xファイル（テレビ朝日）
- 12月23日
  - ACTION 日本を動かすプロジェクト（日本テレビ）[137]
  - 1万人の第九meets平原綾香〜フロイデ×ジョイフル〜（毎日放送）[137]
- 12月24日
  - NHK音楽祭2010（NHK総合）[137]
  - 爆笑問題の検索ちゃん芸人ちゃんネタ祭り2時間SP（テレビ朝日）
  - クリスマスの約束2010（TBS）
  - 明石家サンタの史上最大のクリスマスプレゼントショー2010（フジテレビ）
  - 京橋花月オールナイト!みんなの大クリスマス2010 （読売テレビ）
- 12月25日
  - ZAIMAN EXTRA 2010（読売テレビ）
  - スーパーマリオ25周年記念特別番組 復活!スーパーマリオクラブ（テレビ東京）[139]
  - 中居正広の5番勝負!超一流アスリートVS芸能人どっちが勝つの?SP3（日本テレビ）
  - ロンドンブーツXマス・ロンスポ2010 〜芸能界悲惨なNEWSアワードSP〜（テレビ朝日）
  - 取材拒否の店（フジテレビ）※レギュラー終了後初
- 12月26日
  - ミヤネ式もうかる日本グルメ旅2（フジテレビ）
  - 日経大人のバンド大賞2010（テレビ東京）[140]
  - 決定版!津軽海峡巨大マグロ戦争〜洋上の激闘2010〜（テレビ東京）
  - オートバックス M-1グランプリ2010（朝日放送）
  - スポーツハイライト2010（NHK総合）
  - 日本サッカー新時代 〜2014年への旅〜（テレビ朝日）
  - F1 サムライの涙（フジテレビ）
  - さんま・清の夢競馬（関西テレビ）
  - 博多華丸・大吉の九州アスリートーク2010（テレビ西日本）
- 12月27日
  - 今夜あなたは目撃者!みのもんたの全国警察犯罪捜査網 4時間スペシャル!!（日本テレビ）
  - 明石家さんまの爆笑日本列島笑っちゃったニュース2010（フジテレビ）
  - 八方・今田のよしもと楽屋ニュース 2010ゲゲゲの生暴露スペシャル（朝日放送）
- 12月27日 - 30日、バラコレ2010（テレビ朝日）[141]
- 12月28日
  - ニュースハイライト2010（NHK総合）
  - タイムスクープハンタースペシャル（NHK総合）[137]
  - スーパーアスリートが夢の対決!ジャンクCUP2010（フジテレビ）※レギュラー終了後初
  - ビートたけしのもう一回だけヤラせてTV（TBS）
  - 中居正広のプロ野球魂（テレビ朝日）
  - LIFE IS BEAUTIFUL 番外編〜もうひとつの小さないのちの詩〜(東海テレビ)[142]※フジテレビでは2011年5月11日、関西テレビでは同年5月14日に放送。
- 12月29日
  - 超歴史ロマン"戦国&幕末ミステリー"完全決着SP（テレビ東京）[143][144]
  - プロ野球戦力外通告・クビを宣告された男達（TBS）
  - 朝までたけし軍団2010（テレビ朝日）
  - オールザッツ漫才2010（毎日放送）[145]
- 12月30日
  - 輝く!第52回日本レコード大賞（TBS）
  - シリーズ13億人の深層第4章・沸きかえる桃源郷〜中国雲南省・観光ブームの舞台裏〜（テレビ大阪）[146]
  - オモバカDynamite!! 〜笑いのチカラ〜 （フジテレビ）
  - 朝まで生つるべ（テレビ朝日）
  - 年忘れ!よしもと紅白お笑いクイズ祭り2010（関西テレビ）
  - J-WAVE LIVE 2000+10（BSフジ）[147]
- 12月31日
  - 第61回NHK紅白歌合戦
  - 大晦日だョ!全員集合（TBS）
  - Dynamite!! 〜勇気のチカラ2010〜（TBS）[137]
  - 大みそか列島縦断LIVE ニッポン景気満開テレビ（フジテレビ）
  - 年忘れ!吉本お笑いオーケストラ（テレビ朝日）
  - 第23回全国おもしろニュースグランプリ（テレビ朝日）
  - 戦場に音楽の架け橋を〜指揮者・柳澤寿男 コソボの挑戦〜（テレビ東京）[148]
  - 第43回年忘れにっぽんの歌（テレビ東京）
  - 2010阪神タイガース大慰安旅行SP!&関西駅伝No.1決定戦!（関西テレビ）
- 12月31日 - 2011年1月1日
  - ゆく年くる年（NHK）
  - ジャニーズカウントダウンライブ（フジテレビ）
  - 東急ジルベスターコンサート（テレビ東京）
  - ゆく年くる年歌合戦（テレ玉、チバテレビ、とちぎテレビ）

## レギュラー番組の拡大版スペシャル
各テレビ番組の項目に拡大版の記述があるものを除く。拡大版の記述がある番組は、各番組の項目も参照。
- 1月1日
  - 年の初めはさだまさし2010 両国国技館（NHK総合）
  - 着信御礼!ケータイ大喜利 お正月スペシャル（NHK総合）
  - ぐるぐるナインティナイン#おもしろ荘へいらっしゃい!運ため荘SP（日本テレビ）
  - 笑点!お正月だよ大喜利祭り（日本テレビ）
  - しゃべくり007福女としゃべくり新春6時間スペシャル（日本テレビ）
  - 2010年初モジリ初笑い『大フットンダ祭』3時間生放送スペシャル（中京テレビ）
  - 時事放談新春総力スペシャル（TBS）
  - キャンパスナイトフジMAX最強運決定戦 女子大生とお祭り騒ぎスペシャル（フジテレビ）
  - 快傑えみちゃんねる 豪華絢爛!スターも虎も笑う笑う大新年会（関西テレビ）
  - 痛快!明石家電視台 新春スペシャル（毎日放送）
  - 歌うお正月!6時間笑いっぱなし生伝説〜ライブ・ザ・よしもと2010〜（テレビ東京）
  - バラエティ7スペシャル モヤモヤアリケンゴッドタン『明日のテレビを考える』（テレビ東京）
- 1月2日
  - ワンダー×ワンダースペシャル ほぼ完全公開!紅白の舞台裏（NHK総合）
  - 知っとこ! 新春SP（毎日放送）
  - 冒険チュートリアルお正月からド派手に大冒険しちゃいました!2時間SP（関西テレビ）
  - 新春初売り出し! さんまのまんま（関西テレビ）
  - 新春ネプリーグ 超常識王決定戦SP（フジテレビ）
  - 超グータン男も女も大暴露SP（関西テレビ）
  - 浜ちゃんが! 新春オークションSP（読売テレビ）
- 1月3日
  - 行列のできる法律相談所 第6回気の毒な夫決定戦スペシャル（日本テレビ）
  - 週刊!健康カレンダー カラダのキモチ 新春スペシャル（中部日本放送）
  - よ〜いドン! お正月スペシャル（関西テレビ）
  - 今田東野!北の果ては俺の旬（中部日本放送）
  - よしもと新喜劇 正月スペシャル（毎日放送）
  - 今年ちょっと気になる田舎へ…田舎に泊まろう! 2010正月3時間スペシャル（テレビ東京）
- 1月4日 - 新春吉例 扇町寄席SP（関西テレビ）
- 1月5日 - トミーズのはらぺこキッチン 極の極 〜2010年の顔がやって来た!新年会で大騒ぎスペシャル!!〜
- 1月6日 - 新春皇室SP2010 愛子さまと悠仁さま… 未来を担う子ども達へ 美智子さま祈りの言葉（TBSテレビ）
- 1月7日
  - 秘密のケンミンSHOW・新春・今年もよろしく友愛スペシャル（読売テレビ）
  - アメトーーーーーーク! テレビ界に新春卍固め 家電じゃない方SP!!（テレビ朝日）
- 1月8日、3月26日、4月9日、9月17日、10月1日[12]、11月19日、12月17日 - ペケ×ポンスペシャル（フジテレビ）
- 1月8日 - ペット大集合!ポチたまお正月・生放送2時間スペシャル（テレビ東京）
- 1月9日
  - めちゃ×2イケてるッ!テレビの力は超無限大お年玉自腹スペシャル（フジテレビ）
  - お昼にも?里田まいのふわふわmignon特別編（北海道文化放送）
- 1月10日 - サザエさん新春福袋スペシャル（フジテレビ）
- 1月11日、7月19日 - ネプ大リーグ（フジテレビ）
- 1月14日 - 奇跡体験!アンビリバボー衝撃映像SP（フジテレビ）
- 1月15日 - ホンネの殿堂!!紳助にはわかるまいっ〜アポ無し!で日本中の本音を聞いたら芸能人がこんなこと暴露しちゃいました!!スペシャル（フジテレビ）
- 1月17日
  - ザ!鉄腕!DASH!!2時間まるごと犬だらけSP（日本テレビ）
  - 今夜は新企画満載!さんまのSUPERからくりTV新春スペシャル（TBS）
  - 大改造!!劇的ビフォーアフターSEASONII 2010新春2時間スペシャル（朝日放送）
- 1月20日、3月3日 - AKBINGO!SP（日本テレビ）
- 1月21日 - 特大がっちりマンデー!!電子マネー&ポイント知らなきゃ大損SP!（TBS）[149]
- 1月31日 - 放送開始20周年記念ちびまる子ちゃん1時間スペシャル(フジテレビ)
- 2月3日、3月24日 - ザ!世界仰天ニュースSP（日本テレビ）[27]
- 2月4日 - ぐるナイ90分ゴチ女ボス暴走スペシャル（日本テレビ）[27]
- 2月6日 - 札幌美少女図鑑tv バレンタイン中継(北海道放送)[150]
- 1月14日、2月11日、5月6日、8月19日、10月14日、11月25日 - 空から日本を見てみよう2時間SP（テレビ東京）
- 2月13日、3月16日 - そうだったのか!池上彰の学べるニュースSP（テレビ朝日）
- 2月14日 - BSフジ開局10周年記念番組「BS☆フジイ SPECIAL LIVE in 武道館」
  - 3月26日 - 『続・BS☆フジイ』武道館LIVEトークスペシャル
- 2月15日 - ネプキッズリーグ（フジテレビ）
- 2月15日、4月23日、6月14日、11月1日、11月22日、12月13日 - お試しかっ!&Qさま!!合体スペシャル（テレビ朝日）
- 2月15日、3月22日（※最終回） - ザ・逆流リサーチャーズSP（テレビ東京）
- 2月23日 - テストの花道（NHK教育）※パイロット版
- 3月2日、11月9日 - めざましテレビPresents中居正広の世界はスゲェ!ココまで調べましたSP(フジテレビ)[19]
- 3月6日 - 平成21年度NHKのど自慢チャンピオン大会
- 3月13日
  - IBC特集・森の暮らし〜たいまぐら便り〜（IBC岩手放送）
  - 松岡修造の情熱チャージ 熱血!ホンキ応援団2時間スペシャル（テレビ朝日）
- 3月17日 - 笑撃!ワンフレーズゴールデン進出3時間“一言ネタ祭”（TBS）
- 3月18日、9月30日 - 和風総本家2時間スペシャル（テレビ大阪）
- 3月19日 - ホンネの殿堂!!紳助にはわかるまいっ祝1周年記念で鬼姑からダメ夫までホンネ炸裂 春の4時間スペシャル!(フジテレビ)
- 3月20日
  - 天才!志村どうぶつ園超生まれたてホヤホヤ50匹大集合!春の赤ちゃん祭り!（日本テレビ）
  - エンタの神様7年間ありがとう!大爆笑の傑作名作ネタすべて見せますSP（日本テレビ）※最終回
  - D1KING!開幕SP（BSフジ）
- 3月21日
  - ジャンクSPORTSアワード アスリート(秘)&珍映像大賞!!（フジテレビ）※レギュラー放送最終回
  - ニョッキンセブンティーン〜ティーンからの巣立ち〜（岡山放送）
- 3月22日、7月3日 - 芸能人雑学王最強No.1決定戦SP（テレビ朝日）
- 3月22日
  - 暮らしのレシピSP知花くららとっておきの沖縄（TBS）
  - 世界まる見え!春祭り絶叫しまくり危険映像限界ギリギリ爆弾SP（日本テレビ）
  - ばりすごMAXDX〜春ウララ、桜満開SP〜（TVQ九州放送）[88]
- 3月22日、9月20日、12月13日 - HEY!HEY!HEY!名曲SP（フジテレビ）
- 3月23日 - 踊る踊る!さんま御殿!!ミヤネ屋VS明石家激突&女のホンネ大暴露!SP（日本テレビ）
- 3月23日、9月28日、12月21日 - たけしの健康エンターテインメント!みんなの家庭の医学3HSP（ABC）
- 3月24日 - 皇室アルバム50年SP〜微笑みの向こうに～カメラが見つめ続けた天皇ご一家の真実（毎日放送）
- 3月25日
  - ぐるぐるナインティナイン沖縄SP（日本テレビ）
  - ダウンタウンDXDX生放送SP（読売テレビ）
- 3月26日
  - ペット大集合!ポチたま生放送スペシャル（テレビ東京）※最終回
  - アナザースカイSP（日本テレビ）
  - 中居正広の金曜日のスマたちへ 近藤真彦波瀾万丈スペシャル（TBS）
- 3月27日、8月28日、12月31日 - たかじん胸いっぱいSP（関西テレビ）
- 3月27日、28日 - 美の巨人たち放送500回記念スペシャル（テレビ東京）
- 3月27日
  - モモコのOH!ソレ!み〜よ!ベトナム激安ツアー食べまくり買いまくり遊びまくり（関西テレビ）
  - とべとべHAWKS最終回スペシャル（テレビ西日本）
- 3月28日
  - サザエさん1時間スペシャル（フジテレビ）
  - 田舎に泊まろう!最終回3時間SP（テレビ東京）※レギュラー放送最終回
- 3月29日、4月5日 - 関口宏の東京フレンドパークIIチーム対抗戦SP（TBS）
- 3月29日
  - ネプリーグ超常識王決定戦スペシャル（フジテレビ）
  - GNN芸人ニュース1時間スペシャル!（日本テレビ）※パイロット版
- 3月31日 - 大あらびき団in沖縄（TBS）
- 4月2日、7月16日、9月24日、10月22日、12月3日 - ぴったんこカン・カンSP（TBS）
- 4月2日 - 僕らの音楽 -OUR MUSIC- 300回記念生放送コンサート（フジテレビ）
- 4月4日 - ちょい足し+（テレビ朝日）
- 4月5日、7月19日、9月27日、12月20日 - ビートたけしのTVタックル3時間SP（テレビ朝日）
- 4月5日 - 〜うわさ体感情報バラエティ〜予約のとれない!!くちこみっ!の館（フジテレビ）
- 4月10日、10月9日 - 日テレ系人気番組が大集合!世界一受けたい授業春・秋の番組対抗スペシャル（日本テレビ）
- 4月10日 - 飛び出せ!科学くん巨大!大群!超危険!絶叫アニマル大図鑑（TBS）ゴールデン初回
- 4月17日、4月18日 - お試しかっ!ゴールデンで本格スタートの前に2日連続で新企画試しちゃうよSP（テレビ朝日）
- 4月18日 - オレたち!クイズMAN聞けば鳥肌びんびん!!有名人が渾身の一問を大連発スペシャル(TBS)
- 4月20日、10月26日 - 火曜サプライズ2時間SP（日本テレビ）
- 4月21日 - 世界笑える!ジャーナル世紀のおバカニュース大連発SP（TBS）※初回
- 4月22日 - SAPPORO COLLECTION TV　直前スペシャル(北海道文化放送)
- 4月29日、7月19日、9月23日、11月23日、12月23日、12月30日 - ちい散歩拡大スペシャル（テレビ朝日）
- 5月1日 - 祝35年目突入出張!徹子の部屋 お宝映像も大放出スペシャル（テレビ朝日）
- 5月2日
  - ラジオ深夜便で真夜中に強まるきずな（NHK総合）
  - グッチーの 今日ドキッ!のイロハ（北海道放送）
- 5月8日 - 風に向って走れ!〜芸大女子駅伝部〜 汗と涙と笑いの240日（朝日放送 / ABCテレビ）
- 5月15日 - 落語研究会プレミアム(TBS)
- 5月16日
  - ばんせんだPON!（日本テレビ）
  - SAPPORO COLLECTION TV本番SPECIAL(北海道文化放送)
- 5月29日 - 女子アナ全員集合!コレきてッ!!日本ダービー(北海道文化放送)[151]
- 5月30日 - 『劇団Beポンキッキ』スペシャルGWめぐろパーシモンホール第1回公演（BSフジ）
- 6月10日 - 2010 FIFAワールドカップ開幕前夜祭（TBS）※スーパーサッカーのゴールデンタイム全国ネット復活版
- 6月12日 - めちゃ×2イケてるッ!オールスター歌へた王座決定戦拡大SP（フジテレビ）
- 6月13日 - 旅するハイビジョン 全国百線鉄道の旅SP 列島縦断ローカル線の旅（BSフジ）
  - 12月12日 - 旅するハイビジョン 全国百線鉄道の旅 2時間SP 旅情満喫 特選! ふるさと列車（BSフジ）
- 6月19日 - コレってアリですか?特別版(日テレ)
- 6月20日 - お願い!ランキングGOLDEN（テレビ朝日）
- 6月28日 - 大フットンダ祭（中京テレビ）
- 7月12日 - G.I.ゴロー夏の拡大SP（TBS）
- 7月15日 - 新知識階級クマグス夏休みに行きたい旅SP!（TBS）
- 7月16日
  - Mr.サンデープレゼンツサイエンススペシャル それでも食べずにいられないIII（フジテレビ）[21]
  - オードリー春日のカスカスTVDVD発売記念・地上波スペシャル! （テレビ朝日）[152]
- 7月17日 - 札幌美少女図鑑tv 〜夏旅SP(北海道放送)[153]
- 7月19日 - Eテレ2355・0655 かなり傑作選(NHK教育)
- 7月23日 - 中居正広の金曜日のスマたちへ 後藤真希波瀾万丈スペシャル（TBS）
- 7月31日 - めちゃ×2イケてるッ!夏の超豪華スペシャル（フジテレビ）
- 8月1日 - なんで推理SHOW ハテナの出口最終回SP（フジテレビ）
- 8月2日 - テストの花道スペシャル 先輩が教えてくれる弱点克服合宿(NHK教育)
- 8月3日、9月14日（※最終回） - ザ・ミュージックアワースペシャル（TBS）
- 8月7日

  - NEWS23XSP 広島・長崎…二重被爆・語られなかった真実（TBS）
- 8月8日
  - シルシルミシルさんデー2時間スペシャル（テレビ朝日）
  - 石田純一の『街の達人』ウエディングSP(BS日テレ)[154]
- 8月11日 - 外国人が訪ねたいニッポンおすすめのJourneys in Japan（NHK BS1）
- 8月16日 - 鶴瓶の家族に乾杯スペシャル〜ロシア〜（NHK総合）
- 8月21日 - ウラマヨ!夏の2時間!オットコ前のバケの皮はがしますSP（関西テレビ）
- 8月22日 - Music Lovers200回記念嵐スペシャル（日本テレビ）
- 8月26日
  - ちちんぷいぷい夏祭り おかげさまで60年SP（毎日放送）
  - ロケみつ大生放送〜生×生×生〜（毎日放送）
- 8月27日、8月30日 - 9月2日 - ちちんぷいぷい夏祭り 近畿から世界だよSP（毎日放送）
- 8月28日 - どですか!×どまつり（メ〜テレ）
- 8月29日 - サザエさん1時間スペシャル“虹色かがやく夏休み”（フジテレビ）
- 8月30日
  - 逆流!シラベルトラベルスペシャル（テレビ東京）※最終回
  - 痛快!明石家電視台生放送スペシャル（毎日放送）
- 8月31日 - よゐこ部SP（毎日放送）
- 9月1日 - ジャイケルマクソン中川家礼二夫妻結婚披露宴SP（毎日放送）
- 9月2日 - 水野真紀の魔法のレストラン生放送SP（毎日放送）
- 9月5日、12月26日 - お笑いワイドショー マルコポロリ!SP（関西テレビ）
- 9月14日 - コレってアリですか?ブチギレ大連発SP（日本テレビ）
- 9月16日 - ルビコンの決断SP（テレビ東京）※最終回
- 9月18日 - 報道発 ドキュメンタリ宣言2時間SP（テレビ朝日）
- 9月23日
  - 新感覚ゲーム クエスタスペシャル（NHK総合）
  - ミリオンダイス秋の大運動会スペシャル（日本テレビ）
- 9月23日、9月30日 - とんねるずのみなさんのおかげでした秋の特大SP（フジテレビ）※2夜連続[12]
- 9月24日 - ホンネの殿堂!!紳助にはわかるまいっ夫婦スペシャル!（フジテレビ）[12]※最終回
- 9月25日
  - 嵐にしやがれ超ビッグなアニキから男の生きざまを学びやがれ2時間SP（日本テレビ）
  - バース・デイSP（TBS）
- 9月26日
  - クイズ☆タレント名鑑SP（TBS）
  - 熱血!平成教育学院秋の課外授業3時間スペシャル（フジテレビ）[12]
- 9月27日 
  - ネプリーグ芸能界超常識王決定戦2010・秋（フジテレビ）
  - ロンブー&チュートの芸能人でヒットソング爆笑ショーバトル!（日本テレビ）
- 9月28日 - 魔女たちの22時4時間スペシャル!!魔女世界一決定戦!!（日本テレビ）
- 9月29日 - 密室謎解きバラエティー 脱出ゲームDERO!スッキリ!!秋の2時間SP（日本テレビ）
- 10月5日 - 太一×ケンタロウ 男子ごはん秋の夜長スペシャル（テレビ東京）[155]
- 10月6日 - 秋のグータンヌーボSP（関西テレビ）[12]
- 10月7日 - 奇跡体験!アンビリバボー禁断の(秘)潜入立ち入り禁止スペシャル（フジテレビ）[12]
- 10月11日 - 1分間の深イイ話SP18感動の最終回・ラストシーン2時間SP（日本テレビ）
- 10月12日 - コレってアリですか?豪華ゲスト&新再現コント!大連発SP（日本テレビ）
- 10月13日
  - さんまのまんま25周年記念スペシャル（関西テレビ）
  - イメ×ドキSP（日本テレビ）
- 10月15日 - 金曜日のキセキSP（フジテレビ）※初回
- 10月16日
  - プロフェッショナル 仕事の流儀 松本人志スペシャル（NHK総合）
  - (株)世界衝撃映像社2時間SP（フジテレビ）※初回
  - 拝啓!!鉄道人2010SP（テレ朝チャンネル）
- 10月17日 - G★ウォーズ芸人軍団マジ激突開幕SP（フジテレビ）※初回
- 10月19日（※※初回2H）、11月23日(2H)、12月28日(3H) - 女神のキセキSP（テレビ東京）
- 10月23日
  - 世界・ふしぎ発見! 番組25周年特別連続企画 超絶景&神秘のハワイミステリーツアーSP（TBS）
  - ちょっとだけ最先端バラエティー さきっちょ☆スペシャル（テレビ朝日）
- 10月24日
  - BS朝日開局10周年記念番組 鉄道・絶景の旅スペシャル〜ロボスレイル&ブルートレインで行く、南アフリカ豪華列車の旅〜（BS朝日）
  - 欧州鉄道の旅特別編　走る貴婦人「オリエント・エクスプレス」ロンドン・ヴェネチア豪華列車の旅（BSフジ）
- 10月26日（※ゴールデン初回）、11月30日 - ありえへん∞世界2時間SP（テレビ東京）
- 10月27日（※レギュラー初回）、11月24日 - 爆問パニックフェイス!2時間SP（TBS）
- 11月8日 - 世界まる見え!×不可思議探偵団2時間合体SP（日本テレビ）
- 11月10日（※初回）、12月8日、22日 - くらべるくらべらー2時間SP（毎日放送）
- 11月29日 - 12月3日、12月6日 - 10日、BS朝日開局10周年記念週[156]
- 12月1日 - BSフジ開局10周年記念番組 BSフジの10年間すべて見せます!デジマガでDAI安☆吉日![157]
- 12月1日、8日 - 世界水紀行スペシャル 水と氷の大地 林遣都アラスカを行く（BS日テレ）
- 12月15日 - ザ・プレミアムグータン（関西テレビ）
- 12月16日 - 板東リサーチVS花咲かタイムズ 師走の東海地方仰天ウラ側プレゼン合戦（中部日本放送）
- 12月18日
  - 世界一受けたい授業一億人の国語算数理科社会保健 冬の最強先生来襲スペシャル（日本テレビ）
  - お願い!ランキングGOLD2時間スペシャル（テレビ朝日）
- 12月19日 - 2010見納め総決算！さんまのSUPERからくりTV第6回芸能人かえうた王決定戦SP（TBS）
- 12月20日 - ネプキッズリーグ衝撃!!超人キッズ劇場（フジテレビ）
- 12月21日 - あらゆる世界を見学せよ!潜入!リアルスコープ特別編 世界のみんなありがとう!ニッポンを支える世界の（秘）工場 そんな国で作ってたのか!?スペシャル（フジテレビ）
- 12月23日、30日 - いきなり!黄金伝説。SP（テレビ朝日）[158]
- 12月23日
  - Eテレ2355・0655 こたつでどうぞスペシャル（NHK教育）
  - ズームイン!!SUPERNG投稿(秘)映像Xマス爆笑スペシャル（日本テレビ）
  - NEWS23X年末SP（TBS）
  - かんさい情報ネットten!特別編 お宝発見!街かど☆トレジャースペシャル（読売テレビ）
  - AKBと××!SP（読売テレビ）
  - ばりすごタイムス冬休み突入SP（TVQ九州放送）[143]
- 12月24日
  - 所さんの学校では教えてくれないそこんトコロ!クリスマスイブ大作戦!3時間スペシャル番組史上最大4大プロジェクト（テレビ東京）
  - めざましテレビpresents 加藤綾子 K-POP旋風・パワフル韓国紀行（フジテレビ）
- 12月25日
  - 2010皇室スペシャル 初公開…皇后・美智子さま“希望と苦悩”綴った3通の手紙 （フジテレビ）
  - 情報7days ニュースキャスター2010ニュース芸能総決算&あの事件の真相SP（TBS）
  - 世界!弾丸トラベラー 梨花・しず・しょこ パリでXmas SP（日テレ）
  - うまクリ大作戦!〜聖なる夜にKEIBA好きになろう〜（フジテレビ）
  - さまぁ〜ず×さまぁ〜ずクリスマスだからやる人生ほぼ初体験スペシャル!!（テレビ朝日）
  - あさパラ!大感謝祭SP（読売テレビ）
  - 土曜はダメよ!2時間SP（読売テレビ）
  - マヨブラジオSP（読売テレビ）
- 12月26日
  - 新報道2001MAX（フジテレビ）
  - サンデーモーニング年末スペシャル（TBS）
  - 愛の修羅バラ!すべての修羅場に大感謝スペシャル（読売テレビ・中京テレビ）※最終回
  - 新婚さんいらっしゃい!2010新婚さんお悩み解決SP（朝日放送）
  - たかじんのそこまで言って委員会〜そこまで決めていいんかい!?SP（読売テレビ）
  - EXILEドッキリ魂&イケメンVS美女ダブルタイトルマッチSP（毎日放送、TBS）
  - ヤマサキパン退社直前!アヤパンからのラストメッセージSP（フジテレビ）
- 12月27日
  - たけしのコマ大数学科SP（フジテレビ）
- 12月28日
  - スッキリ!!2010総決算 騒動の主役にガチ直撃 真相スッキリ解明SP（日本テレビ）
  - 情報ライブ ミヤネ屋年末4時間SP（読売テレビ）
  - ロンドンハーツ2010年末5時間SP（テレビ朝日）
  - ワールドビジネスサテライト年末スペシャル（テレビ東京）
- 12月29日
  - 知りたがり!SP（フジテレビ）
  - ワイド!スクランブル年末SP（テレビ朝日）
  - レコード大賞前夜祭 あの頃あのメロディー日本の歌謡史50年SP（TBS）[159]
  - Forza!!Mareeze年末SP Mareeze☆Revolution'10（TOKYO MX）[160]
  - カンニングのDAI安☆吉日!2010年末拡大スペシャル（BSフジ）
- 12月30日
  - テレメンタリー年末スペシャル〜迷走〜（テレビ朝日、ANN系列24局）
  - めざましテレビpresents 高島彩卒業SP〜宝島の贈り物〜（フジテレビ）[161]
  - とくダネ!発 ザ・ディレクター魂'10〜あの重大事件・騒動 もう一つの謎を追跡SP〜（フジテレビ）
  - すぽると!年末超総力取材スペシャル!アスリートが選ぶ2010スポーツ感動名場面（フジテレビ）
  - モヤモヤさまぁ〜ず2年末SP（テレビ東京）
  - ぐるナイ最終ゴチクビ決定戦!復帰男は年越せるかスペシャル（日本テレビ）
  - 秘密のケンミンSHOW暮れの元気なカミングアウト!年末最強大放出スペシャル（読売テレビ）
  - 年末ジャンボジャルやるっ!2時間半かけて美女100人とやるっ!スペシャル（関西テレビ）
  - FC東京ホットライン年末スペシャル〜新たなる挑戦〜（TOKYO MX）[160]
- 12月31日
  - スタジオパーク大みそかSP（NHK総合）
  - 明石家電視台番外編 俺たち大親友!わかり合おうぜSP（毎日放送）
  - 探偵!ナイトスクープVSクイズ!紳助くん2010（朝日放送）
  - 写真家たちの日本紀行 大晦日リクエスト6時間スペシャル（BSジャパン）[162]
  - 奇跡体験!アンビリバボー大晦日禁断生放送!恐ろしドコロ（秘）潜入スペシャル（フジテレビ）[163]
  - カンブリア宮殿大忘年会 もう貧乏はイヤだ!狙うぞ、一発逆転スペシャル（テレビ東京）
  - 西部邁が重大ニュースを一刀両断仕分けする（TOKYO MX）[160]
  - 大戦国鍋TV（テレビ神奈川 / 全国8局ネット）[164]
- 12月31日 - 2011年1月1日
  - ダウンタウンのガキの使いやあらへんで!!大晦日SP!!絶対に笑ってはいけないスパイ24時（日本テレビ）[165]
  - そうだったのか!池上彰の学べるニュース生放送!年またぎ6時間半SP（テレビ朝日）[166]
  - CDTVスペシャル!年越しプレミアライブ2010→2011（TBS）
  - 年またぎ酒場放浪記〜吉田類とカウントダウン〜（BS-TBS）
  - 年越し生放送! よゐこ祭り<ゲームセンターCX×よゐこの企画案>（フジテレビTWO）

## バンクーバーオリンピック
各局キャスター。
- NHK：ベッキー、工藤三郎、鈴木奈穂子他 / 〔現地〕有働由美子他
- 日本テレビ：荒川静香、櫻井翔（嵐） / 〔現地〕鈴木崇司、田中毅、松尾英里子※
- TBS：中居正広（SMAP）、枡田絵理奈※、高橋尚子 / 〔現地〕藤森祥平、高畑百合子
- フジテレビ：三宅正治 / 〔現地〕平井理央※、遠藤玲子、大島由香里、田中大貴、小穴浩司
- テレビ朝日：松岡修造、武内絵美※ / 〔現地〕堂真理子、竹内由恵
- テレビ東京：井ノ原快彦（20th Century）、大橋未歩※ / 〔現地〕A×A ダブルエー

※は『gorin.jp』のコマーシャルソング合唱者

## 2010FIFAワールドカップ
各局キャスター。
- NHK：山岸舞彩[167]、当番:鳥海貴樹 / 一橋忠之。
- 日本テレビ：明石家さんま、上田晋也（くりぃむしちゅー）、タカアンドトシ、河本準一（次長課長）、優木まおみ、フィリップ・トルシエ（スペシャルゲスト）
- TBS：加藤浩次、枡田絵理奈
- フジテレビ：ジョン・カビラ、本田朋子 / 土田晃之、片瀬那奈
- テレビ朝日：川平慈英、矢部浩之（ナインティナイン）、香取慎吾（SMAP、日本代表応援団長）、中田英寿（スペシャルゲスト、現地リポーター）
- テレビ東京：福澤朗